# Münchner Merkur
Münchner Merkur — ежедневная консервативная баварская газета, издающаяся с 1946 года в Мюнхене. Газета входит в медиа-группу Münchner Merkur/tz.
В 2024 году тираж газеты составил 198 858 экземпляров.

## История
Первоначально газета называлась Münchner Mittag и вышла 13 ноября 1946 года по лицензии американской военной администрации в американской зоне оккупации, став второй газетой после Süddeutsche Zeitung, получившей лицензию на издание в Мюнхене. Одним из соучредителей и первых главных редакторов был Феликс Буттерсак.
Свое нынешнее название газета получила в 1947 году.
Вольфганг Хук, унаследовавший издательский концерн от своего отца Августа Хука, после окончания Второй мировой войны возобновил типографию Münchner Zeitung. В 1953 году его компания слилась с издательством Münchner Merkur.
Основным акционером издательства Münchner Zeitung оставалась семья Хук. После смерти Вольфганга Хука 22 января 1967 года издателем стал Андреас Хук с 50% акций. Соучредители Феликс Буттерсак и Людвиг Фогль владели 37,5% и 12,5% соответственно.
В августе 1976 года трое издателей из Münchner Merkur договорились с Axel Springer AG сделав их совладельцами с долей 24,9 процента, в результате чего Феликс Буттерсак продал 13,4% своих акций семье Хук. Однако в 1982 году Федеральное картельное управление запретило эту сделку, и Springer AG были вынуждены покинуть издательство.
В 1968 году была основана таблоидная газета tz.
В 1982 году издатель Дирк Иппен купил Münchner Zeitungsgruppe, включая газеты Münchner Merkur и tz. через свои компании Westfälischer Anzeiger Verlagsgesellschaft mbH & Co. KG и F. Wolff & Sohn KG.
С 1995 года Münchner Merkur проводит турнир совместно с Баварской футбольной ассоциацией Merkur Cup.
С 1996 года читатели газеты ежегодно голосуют за присуждение театральной премии Merkur.

### Главные редакторы
- 1948–1963: Феликс Буттерсак
- 1963–1973: Курт Вессель
- 1973–1975: Франц Вёрдеманн
- 1975–1983: Пауль Пухер
- 1983–1995: Вернер Гирс
- 1995–2000: Петер Фишер
- 2000–2000: Моника Циммерманн
- 2000–2002: Вильгельм Кристбаум
- 2001–2007: Эрнст Хебекер
- 2007–2013: Карл Шерманн
- 2014–2016: Беттина Бёмлисбергер [12]
- с 2016: Георг Анастасиадис[13]

## Аудитория
Münchner Merkur в сумме имеет 971 000 читателей, из них 488 000 мужчин и 483 000 женщин.